# Балі (рід)

Герб Ґоздава, яким користувалась родина Балів

Ба́лі (пол. Balowie) — давній шляхетський рід гербу Ґоздава, від якого походив ряд польських та українських родів. Нащадки цього роду належали до Ґоздавитів.

## Історія роду
Історик Ян Длуґош стверджував, що то був польський рід («genus polonicus») з гербом білих лілій на червоному полі. Проте, можливо, цей герб походить з Угорщини, звідки родина переїхала в XIV ст., де ці представники гербу Анжу правили на той час. Деякі історики стверджують, що походження Балів русинське (українське).
1361 року король Казимир III надає частину територій Підкарпатської Русі представникам гербу Ґоздава у володіння, від яких походить рід Баль.
Михайло Грушевський називав воєводою чи старостою Руського королівства часів Людовика Угорського Петра Баля, його брата Емерика (єпископа ерлявського), Георгія Zudar.
Першими місцевими представниками роду Балів вважаються Петро з Бойська (лат. Petrus de Boyska), що жив в 1434—1465 роках, був сяноцьким хорунжим, та Ян (Іван) Баль, що був з 1441 року стольником Сянку. Вважається, що Петро з Бойська — це нащадок Петра з Угорщини (лат. Piotrem de Hungaria), якому король Казимир ІІІ 25 червня 1361 року надав право поселитись на землях, де зараз знаходяться села Дидня, Юрівці, Темешов і Согорів.
Також представниками цього роду були засновані міста Балигород, Яблінки, Тісна та інші, що розташовані на історичних українських теренах Лемківщини.
Балям належали землі в Західних Бескидах в XIV—XVI ст. Податкові списки 1552 року перераховують понад 30 сіл, належали роду Балів, в тому числі Терка, Лопенька, Зубряче, Гічва, Вовковія. У XVI столітті представники цього роду перейшли з католицизму до кальвінізму.
Роди з таким прізвищем проживають в Польщі та Україні до цього дня. Деякі родини й досі живуть в Бескидах, частина емігрувала до Австралії.

## Представники
Може, відомий представник роду в сучасній Україні — Андрій Баль.
- Петро «з Угорщини» (Piotrem de Hungaria) — староста в анексованому Королівстві Русі[1]
  - Матіас, жупник сяноцький (тиравський),
    - Ян (Іван) — сяноцький стольник, «протопласта» роду Балів[2]
      - Мацей — сяноцький хорунжий, підкоморій, каштелян
        - Миколай — сяноцький підкоморій,[3] дружина — Гелена з Тенчиньських
          - Матіас — кальвініст
          - Станіслав — сяноцький підкоморій з 1537 року, отримав посаду від батька

      - Міхал — монах-бернардинець

- Іґнаци, отримав близько 1716 року від попереднього таборівського старости за згодою короля права на Таборів[4]
- Стефан — чоловік Стадніцької[5]
- Анна — дружина сяноцького кастеляна Івана Дрогойовського[6]
- Аґнєшка (Балювна) (†після 1658) — дружина каштелян Кам'янця-Подільського, теребовлянського та буцнівського старости Пйотра Фірлея.